# Pas de scandale
Pour plus de détails, voir Fiche technique et Distribution.
Pas de scandale est un film français réalisé par Benoît Jacquot, sorti le 20 octobre 1999 après avoir été présenté en compétition officielle à la Mostra de Venise.

## Synopsis
Grégoire Jeancourt, dirigeant d'entreprise fortuné, sort de quatre mois de réclusion à la prison de la Santé pour des malversations financières. Cet emprisonnement semble l'avoir profondément déstabilisé dans ses rapports aux autres, ne retrouvant plus ses repères que ce soit dans sa famille ou dans son travail. Absent, largement mutique, il observe avec distance et bienveillance l'univers qui l'entoure. Ses rapports, glaciaux, avec sa femme Agnès ne s'améliorent pas ; sa relation avec son frère Louis, un célèbre présentateur d'émissions télévisées, est toujours aussi conflictuelle notamment depuis le solde de l'héritage de leur père. Bien qu'il tente de prendre contact avec des gens de milieux sociaux moins favorisés que le sien — Stéphanie, la coiffeuse de sa femme ; William, un ex-taulard qu'il retrouve par hasard dans Paris ; ou bien divers de ses employés —, il ne réussit pas à établir un lien ou un réel échange. Il reste étranger à tous et à lui-même, jusqu'au jour où lors d'une réunion de famille houleuse certaines vérités éclatent au grand jour faisant se rapprocher les deux frères qui réussissent enfin à s'avouer leur attachement réciproque.

## Fiche technique
- Titre : Pas de scandale
- Réalisation : Benoît Jacquot, assisté d'Antoine Santana
- Scénario : Benoît Jacquot et Jérôme Beaujour
- Photographie : Romain Winding
- Montage : Pascale Chavance
- Costumes : Thierry Delettre et Corinne Jorry
- Décors : Sylvain Chauvelot
- Son : Pascal Villard et Michel Vionnet
- Musique : Benjamin Britten, Concerto pour piano, op. 13 (3e mouvement : Impromptu, Andante lento). Le thème du début du mouvement revient plusieurs fois au cours du film et c'est lui qu'Agnès Jeancourt essaie de jouer.
- Producteurs : Georges Benayoun et Philippe Carcassonne
- Sociétés de production : Ciné B, France 3 Cinéma, IMA Productions
- Pays d'origine :  France
- Format : couleurs - 2,35:1 - Dolby Digital - 35 mm
- Genre : drame
- Durée : 105 minutes
- Dates de sortie : 20 octobre 1999

## Distribution
- Fabrice Luchini : Grégoire Jeancourt
- Isabelle Huppert : Agnès Jeancourt
- Vincent Lindon : Louis Jeancourt
- Vahina Giocante : Stéphanie
- Sophie Aubry : Véronique
- Andréa Parisy : Mme Jeancourt
- Thérèse Liotard : Mme Guérin
- Ludovic Bergery : William
- Anne Fontaine : Nathalie
- Jean Davy : Edmond
- Astrid Bas : Cécile, la sœur
- Jacqueline Jehanneuf : Alice
- Hervé Falloux
- Christian Drillaud
- Laurent Bignolas : lui-même.